# Dubioza kolektiv
A Dubioza kolektiv bosnyák együttes. Zenéjükben a hip-hop, dub, ska, reggae, rock, punk, elektronikus zene és balkáni népzene elemeit ötvözik.

## Története
2003-ban alakultak Szarajevóban, Brano Jakubovic, Vedran Mujagic, Almir Hasanbegovic és Adis Zvekic által. Az együttesben eredetileg egy nő is szerepelt Adisa Zvekic személyében, de ő elhagyta a zenekart, hogy szólókarrierbe kezdjen. A zenekar bosnyák és angol nyelven énekel. Első nagylemezük 2004-ben jelent meg. Az együttes többször fellépett Magyarországon is: először 2011-ben, majd másodszor 2012-ben, a Sziget Fesztiválon, 2017-ben harmadszor, szintén a Sziget Fesztiválon, negyedik alkalommal 2018-ban az A38 Hajón koncerteztek, a "Sin Seekas" együttessel.

## Tagok
- Brano Jakubovic - billentyűk, akusztikus gitár (2003-)
- Vedran Mujagic - basszusgitár (2003-)
- Almir Hasanbegovic - ének (2003-)
- Adis Zvekic - ének (2003-)
- Jernej Savel - gitár (2015-)
- Mario Sevarac - szaxofon (2012-)
- Senad Suta - dob (2007-)

## Korábbi tagok
- Adisa Zvekic - ének (2003-2008)
- Alan Hajduk - ének (2003-2005)
- Emir Alic - dob (2004-2007)
- Orhan Maslo Oha - ütős hangszerek (2006-2011)
- Armin Busatlic - gitár (2004-2015)

## Diszkográfia
- Dubioza kolektiv (2004)
- Dubnamite (2006)
- Unpopular Singles (válogatáslemez. 2007)
- Firma Illegal (2008)
- 5 do 12 (2010)
- Wild Wild East (2011)
- Apsurdistan (2013)
- Happy Machine (2015)
- Pjesmice za djecu i odrasle (2017)
- #fakenews (2020)[7]

## Egyéb kiadványok
- Open Wide (EP, 2004)
- Happy Machine (EP, 2014)